# Poltavski (Kushchóvskaya, Krasnodar)
Poltavski (del ruso: Полтавский) es un jútor del raión de Kushchóvskaya del krai de Krasnodar, en Rusia. Está situado en las llanuras de Kubán-Priazov, a orillas del Elbuzd, afluente del Kagalnik, 18 km al norte de Kushchóvskaya y 193 km al nordeste de Krasnodar, la capital del krai. Tenía 93 habitantes en 2010
Pertenece al municipio Razdolnenskoye.

## Transporte
Al oeste de la localidad pasa la carretera federal M4 Don.